# Alfa Vulpeculae
Alfa Vulpeculae (Alfa Vulpeculae eller α Vul) är den ljusaste stjärnan i stjärnbilden Räven. Den är av magnitud 4,45. Den har också traditionella namn: Lukida, Lucida Anseris eller Anser, något som leder tanken tillbaka till tiden när stjärnbilden hade namnet Vulpecula et Anser, ”Räven och gåsen”.
Alfa Vulpeculae är en röd jätte med spektralklass M0 som ligger ungefär 300 ljusår ifrån Jorden och bildar en vid optisk dubbelstjärna med 8 Vulpeculae.

## Medlem av Arcturus-gruppen?
Astronomer har analyserat mätvärden för Alfa Vulpeculae som en potentiell medlem av Arcturus-gruppen, en grupp stjärnor som utgör resterna efter en liten galax som slukats av Vintergatan.